# Henri Combot
Pour les articles homonymes, voir Combot.
Henri Combot, né le 17 octobre 1921 à Saint-Pol-de-Léon et mort le 3 mai 2013 à Plougastel-Daoulas, est un footballeur français. Attaquant, il évolue chez les professionnels avec le Stade rennais durant les années 1940, puis à l'Union sportive du Mans jusqu'au début des années 1950.

## Biographie
Né à Saint-Pol-de-Léon le 17 octobre 1921, Henri Combot est le frère de Jean Combot, lui aussi footballeur professionnel. Il débute à l'ES Kreisker, l'un des clubs de sa ville natale, avant de rejoindre l'UC Angers. En 1941, il est recruté par le club professionnel du Stade rennais.
Henri Combot participe ainsi avec le Stade rennais au championnat de France de guerre, versé dans la poule de zone occupée. L'attaquant fait ses débuts professionnels le 14 septembre 1941, lors d'un déplacement du Stade rennais au stade des Bruyères contre le FC Rouen. Il marque à cette occasion l'un des quatre buts de la victoire rennaise. Positionné sur l'aile gauche, il inscrit neuf buts pour cette première saison rennaise, et termine meilleur buteur de son équipe, avant d'en marquer huit la saison suivante. En 1943, le professionnalisme est aboli dans les clubs français, et un championnat d'équipes fédérales se met en place. Henri Combot n'y participe pas, et retourne alors dans les rangs amateurs, à l'ES Kreisker, chez lui à Saint-Pol-de-Léon. Il y reste jusqu'en 1945.
La Division 1 reprend ses droits pour la saison 1945-1946, et Henri Combot retourne alors au Stade rennais. Peu aligné par François Pleyer lors de la première partie de saison, il se voit d'abord préférer Robert Hauvespre sur l'aile gauche, mais finit par retrouver sa place de titulaire. Il marque un total de sept buts lors de cet exercice, le troisième total de l'effectif derrière Joseph Rabstejnek et Henri Guérin. Lors de la saison 1946-1947, alors que son frère Jean le rejoint sous les couleurs rennaises, Henri Combot réussit sa meilleure saison sur le plan comptable, en marquant onze buts,.
Les deux saisons suivantes, en 1947-1948 et 1948-1949, Henri Combot est moins utilisé par François Pleyer. Il est victime de l'arrivée du jeune attaquant malouin Jean Grumellon, qui devient un titulaire quasiment indéboulonnable sur le côté gauche. Combot est alors replacé au centre mais, paradoxalement, marque moins,. Néanmoins, le 1er février 1948, il inscrit un triplé face au Nîmes Olympique, lors d'un seizième de finale de Coupe de France joué au Parc Lescure de Bordeaux. En 1949, après n'avoir disputé que cinq rencontres de championnat la saison précédente, il quitte le Stade rennais pour rejoindre l'Union sportive du Mans, en Division 2, et y joue durant deux ans. Sa fin de carrière est néanmoins gâchée par une blessure persistante au genou, à l'instar de son frère. En 1951, il finit par retrouver le statut amateur, en signant au Stade brestois, créé un an plus tôt. Il devient alors le premier « gros transfert » du club brestois selon le journal Le Télégramme.
Il meurt au début du mois de mai 2013, dans le Finistère, à l'âge de 91 ans.

## Statistiques
Le tableau suivant récapitule les statistiques d'Henri Combot durant sa carrière professionnelle,.
| Saison                | Club                  | Championnat           | Championnat | Championnat | Coupe(s) nationale(s) | Coupe(s) nationale(s) | Total | Total |
| Saison                | Club                  | Division              | M.          | B.          | M.                    | B.                    | M.    | B.    |
| 1941 - 1942           | Stade rennais         | D1                    | 15          | 9           | 3                     | 0                     | 18    | 9     |
| 1942 - 1943           | Stade rennais         | D1                    | 20          | 8           | 3                     | 2                     | 23    | 10    |
| 1945 - 1946           | Stade rennais         | D1                    | 17          | 7           | 1                     | 0                     | 18    | 7     |
| 1946 - 1947           | Stade rennais         | D1                    | 22          | 11          | 1                     | 0                     | 23    | 11    |
| 1947 - 1948           | Stade rennais         | D1                    | 12          | 4           | 5                     | 6                     | 17    | 10    |
| 1948 - 1949           | Stade rennais         | D1                    | 5           | 2           | 3                     | 2                     | 8     | 4     |
| 1949 - 1950           | US Le Mans            | D2                    | -           | -           | -                     | -                     | 0     | 0     |
| 1950 - 1951           | US Le Mans            | D2                    | 1           | 0           | 0                     | 0                     | 1     | 0     |
| Total sur la carrière | Total sur la carrière | Total sur la carrière | 92          | 41          | 16                    | 10                    | 108   | 51    |